# ウズベキスタン国立銀行
ウズベキスタン国立銀行 (ウズベキスタンこくりつぎんこう、英語: National Bank of Uzbekistan、ウズベク語: Oʻzbekiston miliy banki / Ўзбекистон миллий банки、ロシア語: Национальный банк Узбекистана、略称：NBU、正式名称:ウズベキスタン国立対外経済活動銀行 - National Bank for Foreign Economic Activity of the Republic of Uzbekistan) はウズベキスタンの銀行である。ウズベキスタン国立銀行は中央アジア地域において有数の規模を持つ投資研究機関でもある。

## 概要
1991年に大統領令が発令され、ウズベキスタン国立銀行はウズベキスタンの金融システムにおける国際経済活動における金融を担う銀行として設立された。NBUはウズベキスタンの潜在輸出力の増加や外国投資を呼び込むなど外国貿易業務に関するサービスを主に扱っている。
市場改革を能動的に支援するNBUは金融プロジェクトや全世界的な貿易、投資の機能と銀行機能を融合させることに成功しており、市場経済の発展を助ける役割を果たしている。
NBUはIASを採用した国内初の銀行であり96の支店網を持つ。また、NBUは企業と小口の顧客の両方に提供するサービスにおいても全国的なシェアを得ている。イギリスで発行されている金融情報誌ザ・バンカーによる銀行規模世界上位1000位のランキングにおいて、NBUは862位にランクインした。
NBUはロシアのモスクワにアジア投資銀行と呼ばれる子会社を持っており、この銀行はロシアの銀行のトップ200に入っている。アジア投資銀行には560人以上の特派銀行員が勤務している。
2004年、NBUは発展動向において良い数値を出し、国内金融市場における地位強化を行なっている。
ウズベキスタン国立銀行の連結貸借は29.29億USドルとなっている。
報告書によると、2005年1月1日時点におけるNBUの銀行資本は1100万USドル増加して4億8500万USドルとなっている。
2005年1月1日時点で、与信ポートフォリオは合計2兆4184億スムである。 (比較：2004年1月1日時点では2兆3123億スム)
NBUでは、国内の輸出業者に対する保証の提供、フォーフェイティング、ファクタリング、直接の貸与などで国内の外国貿易総売上高の70％以上を占めている。また、欧州復興開発銀行 (EBRD)やアジア開発銀行 (ADB)、国際金融公社 (IFC)により提供されたクレジットラインを使うことで、銀行の金融投資プロジェクトでは原材料の購入とともに工場の建設、現代化、技術的な再整備などを行なっている。

## 格付け
| 信用格付け (2013年5月31日時点) | 信用格付け (2013年5月31日時点) | 信用格付け (2013年5月31日時点) |
| ウズベキスタン国立銀行         | ウズベキスタン国立銀行         | ウズベキスタン国立銀行         |
| 機関                           | レーティング                   | 評価                           |
| ------------------------------ | ------------------------------ | ------------------------------ |
| ムーディーズ                   | 総合的な見通し                 | 安定                           |
| ムーディーズ                   | 国内通貨預金                   | B1                             |
| ムーディーズ                   | 外貨預金                       | B2                             |
| ムーディーズ                   | 銀行の金融安定性 (BFSR)        | E+                             |
| スタンダード&プアーズ          | 長期格付け                     | B+                             |
| スタンダード&プアーズ          | 短期格付け                     | B                              |